# Congreso Judío Estadounidense
El Congreso Judío Estadounidense (nombre original: American Jewish Congress) se describe a sí mismo como una asociación de judíos estadounidenses organizados para defender intereses judíos en su país y en el extranjero a través de la promoción de políticas públicas, utilizando la diplomacia, la legislación y los tribunales.
Una de sus acciones más significativas fue su participación en el boicot turístico de los judíos estadounidenses en contra de México en 1975. Esto, tras el impulso de los países árabes, y con el apoyo del bloque soviético y del Movimiento de Países No Alineados, para considerar al sionismo como una forma de racismo durante la Conferencia del Año de la Mujer en la Ciudad de México, y la posterior adopción de la resolución 3379 por parte de la Asamblea General de la ONU, de carácter declarativo y no vinculante, que lo hacía equiparable al Aparthegvid sudafricano (72 votos a favor, 35 en contra y 32 abstenciones). En conjunto con otras organizaciones judías estadounidenses, el 28 de noviembre de 1975, el AJC anunció la suspensión de sus viajes a México, después de una reunión del comité ejecutivo a la que atendieron treinta personas que votaron de manera unánime.
Al igual que el Congreso Judío Estadounidense, otra institución importante en la vida judía en EE. UU. es el Comité Judío Estadounidense (American Jewish Committee). A menudo se conoce por las iniciales AJC. Para facilitar la diferenciación, se suelen nombrar AJCongress y AJCommittee.